# Ahasver von Lehndorff
Ahasver von Lehndorff (Ahasverus Gerhard von Lehndorff, Lehndorf) (ur. 9 lutego 1637 w Sztynorcie, zm. 14 lutego 1688 w Królewcu) – pułkownik, szambelan Jana Kazimierza, starosta Szaków, generał duński.
Był przedstawicielem zamożnej szlachty pruskiej, która utrzymywała kontakty z Europą Zachodnią, w tym także z Polską. Kaspar von Lehndorff na życzenie króla Zygmunta I był nauczycielem języka polskiego księcia Albrechta Fryderyka. Lehndorffowie bywali oficerami wojsk koronnych.

## Rodzina i edukacja
Ahasver von Lehndorff urodził się w Sztynorcie jako syn Meinharda (1590-1639) i Elisabeth (1605-1675) z domu von Eulenburg (zmarła w Tarławkach). Meinhard był starostą Rastemborka, który za wierną służbę w wojsku polskim otrzymał od króla Zygmunta III dobra na Białorusi.
Ze względu na wczesną śmierć ojca Meinharda wychowaniem młodego Ahasvera zajął się jego wujek Jonas Casimir von Eulenburg. Jonas Casimir był generał majorem, starostą pokarmińskim, starostą dziedzicznym Szymbarka i panem na Prośnie.
W roku 1652 Ahasver wraz z ciotecznym bratem Georgiem Friedrichem Eulenburgiem podjął naukę w kolegium jezuickim w Braniewie. (Kolegium braniewskie ze względu na wysoki poziom nauczania było modne także wśród szlachty wyznania luterańskiego). Ahasver von Lehndorff od 1654 r. dalszą naukę kontynuował w Toruniu i Poznaniu, a od 1656 r. na Uniwersytecie w Lejdzie, gdzie studiował prawo u Vinniusa.

## Podróże i w służbie królewskiej
Ahasver von Lehndorff objechał Niderlandy, Danię i Wielką Brytanię, w roku 1657 wyjechał do Paryża. Wszędzie nawiązywał kontakty z przedstawicielami wyższych sfer i doskonalił znajomość języków. W roku 1662 przez Genuę i Florencję udał się do Rzymu.
W Rzymie nawiązał bliskie kontakty z królową Krystyną i współpracował z ambasadorem francuskim. Ahasver von Lehndorff był w Neapolu, wdrapał się na Wezuwiusz, następnie pojechał na Sycylię. W styczniu 1663 znalazł się na Malcie. Z rycerzami zakonnymi udał się na wyprawę przeciw Turkom. W czasie tej wyprawy u wybrzeży Kalabrii i Grecji uczestniczył w zajęciu kilku statków paszy Trypolisu. Z flotą wenecką dotarł w okolice Tyru, Sydonu i Cypru. Następnie popłynął do Wenecji, z której w styczniu 1664 przez Mediolan, Turyn i Genewę dotarł do Madrytu. Jego podróże na teren i pogranicza Imperium Osmańskiego wiązały się z próbą odzyskania żony Marianny (ze Schlichtyngów), porwanej przez Tatarów ze Sztynortu w czasie, gdy studiował w Lejdzie. W roku 1665 powrócił na teren Prus Książęcych, na zgliszcza Sztynortu i do Tarławek.
W latach 1666–1671 pełni służbę przy dworze królewskim w Warszawie. Król Jan Kazimierz obdarzył go tytułem szambelana i mianował podpułkownikiem pieszej gwardii.
Porwanie Krystiana  Kalksteina z Warszawy oraz więzienie go w Kłajpedzie miały wpływ na podjęcie decyzji przez Lehndorffa o jego powrocie na teren Prus.

## W służbie brandenburskiej
Ahasver von Lehndorff 27 lutego 1671 mianowany został na stopień pułkownika przez elektora Fryderyka Wilhelma. W roku 1674 Fryderyk Wilhelm obdarzył go funkcją starosty Pruskiej Iławy, później Bartoszyc, a od 1678 w Szakach. To ostatnie wiązało się z funkcją wójta krajowego.
Walczył w Niderlandach przeciwko Francji, a w roku 1679 został generałem-lejtnantem armii duńskiej. Elektor Fryderyk Wilhelm 24 czerwca 1679 awansował Lehndorffa na stanowisko elektorskiego radcy i nadmarszałka, a od 6 maja 1683 został pruskim nadburgrabią (zarządcą dóbr książęcych). Fryderyk Wilhelm przywilejem z dnia 4 listopada 1683 przekazał Lehndorffowi dziedziczne prawo patronackie nad kościołem w Radziejach.
Cesarz Leopold 10 sierpnia 1686 obdarzył go dziedzicznym tytułem hrabiego Rzeszy.
Ahasver von Lehndorff zmarł 14 lutego 1688 r. w Królewcu. Po jego śmierci w latach 1689–1691 pałac w Sztynorcie odbudowała hrabina Maria Eleonora von Lehndorff z domu Dönhoff, córka Gerarda (1632-1685) i trzecia żona Ahasvera. Hrabina mogła sobie pozwolić na kosztowne wydatki inwestycyjne z kapitałów zgromadzonych przez męża. 
Dziećmi Gerharda Ahasverusa von Lehndorffa i Eleonory Dönhoffówny byli:
- Sophia Charlotte (20 marca 1685 – 10 lutego 1756), żona pruskiego generała majora Bogislawa Friedricha von Dönhoffa;
- Ernst Ahasverus (4 stycznia 1688 – 9 maja 1727), mąż Marie Luise von Wallenroth (2 października 1696 – 12 lutego 1775) – prapradziadkowie Chrystian IX, króla Danii, założyciela dynastii Glücksburgów, przodka m.in. brytyjskiego monarchy Karola III[2][3].